# Крым (батальон)
Батальон «Крым» (укр. Батальйон «Крим», крымскотат. «Qırım» batalyonı) — крымскотатарский добровольческий батальон, который участвует в российско-украинской войне на стороне Вооружённых сил Украины, укомплектован преимущественно из представителей крымских татар, а также из чеченцев и других представителей народов Северного Кавказа.

## История
Батальон был создан в июне 2014 года по инициативе лидера крымскотатарского национального объединения Мустафы Джемилева. Позиционирует себя как «крымскотатарский исламский добровольческий батальон Крым», несмотря на это, по словам командира Исы Акаева, в нём могут служить военнослужащие других вероисповеданий. Состоит в основном из крымских татар, а также чеченцев, кабардинцев и представителей других национальностей исповедующих ислам, численность которых составляет 100 человек. Является частью иностранного легиона обороны Украины.
Известно, что с июня 2014 года подразделение принимало участие в войне в Донбассе и боях за Киев 2022 году. Также батальон Крым действует в связке с добровольческим чеченским батальоном имени Шейха Мансура.
В 2022 году поддержка командира батальона Исы Акаева позволила Гражданскому совету начать набор добровольцев в ряды ВСУ.

## Командиры
- Иса Акаев (Нариман Билялов[10]) — командир батальона[11][12].
- Муаз — старший командир группы разведки батальона[13].